# Zatopek (Band)
Zatopek war eine neunköpfige Berliner Band, die der Neuen Deutschen Welle zugerechnet wird, aber eine stark rhythmisch geprägte Mischung aus Punk und Jazz spielte. Sie benannte sich nach dem tschechischen Langstreckenläufer Emil Zátopek, der wegen seines unermüdlichen und rhythmischen Laufstils „Lokomotive“ genannt wurde.

## Geschichte
Das Vorläuferprojekt der Band begann im Herbst 1979 in einem Übungskeller im Kreuzberger Gewerbehof Urbanstraße 64 mit der Besetzung Matthias Heisig (Gesang), Jürgen Mann (Gitarre), Gerd Möller (Saxophon, Bontempi-Orgel), Reimund Schlie (Schlagzeug) und Peter Schütz (Bass). Ihr Bandname war inspiriert durch einen Dokumentarfilm über Emil Zátopek, den tschechischen Langstreckenläufer. Der erste Auftritt von Zatopek fand zusammen mit anderen Gruppen im Übungskeller Urbanstraße am 6. Dezember 1980 statt. Bass spielte inzwischen Uwe Arens und Sängerin war Barbara Klöwer, die ab 1983 unter dem Namen Charla Drops als Clownin und Chanteuse auftritt.
Die Gruppe um Jürgen Mann und Uwe Arens experimentierte mit Gitarren, Bontempi-Orgel und billiger Elektronik, inspiriert von der New Yorker New Wave Szene. Dies traf auf Peter Friedrich Stephan und Borries von dem Bussche nach deren Rückkehr vom Creative Music Studio in Woodstock, N.Y./USA. Hier hatten sie mit Jazzgrößen studiert und den New Yorker Punk Jazz erlebt (The Lounge Lizards, James Chance, James Blood Ulmer). Dazu kamen Stephan Schwietzke (auch bei der Band MDK), der Maler Matthias Düwel, dessen Freundin Dorothee Gercke und Jon Stöckemann.
Nach einem Jahr Probe trat die Band in dieser Besetzung am 19. Mai 1982 in der ausverkauften Berliner Music Hall von Monika Döring auf. Daraufhin Vermittlung als Vorgruppe für zwei Defunkt-Konzerte mit Live-Übertragung im Sender Freies Berlin. Nach dem dritten Auftritt Plattenvertrag mit Polydor (Produzent Ekki Schädel).
Weitere Stationen: Feature von Volker Panzer im ZDF-Aspekte-Magazin, Titel der Zeitschrift TIP (18/1982), Livekonzert im Bayerischen Rundfunk („Zündfunk“ am 5. Dezember 1982) zusammen mit Family 5, Deutschlandtour im Frühjahr 1983. Danach Produktionen mit der US-amerikanischen Vocalistin Shelley Hirsch, die aber nicht veröffentlicht wurden.
1983 löste sich die Gruppe auf.

## Weitere Aktivitäten der Mitglieder
- Sven Regener: erst Bandgründung „Neue Liebe“, dann Element of Crime
- Peter Friedrich Stephan: Bandgründung Mint (mit Rüdiger Klose und Emilio Winschetti von Mythen in Tüten, später auch Uwe Bauer, Ex-Fehlfarben), außerdem Neues Deutsches Design bei Hans Roericht an der UdK Berlin
- Dorothee Gerke: weiter Lehrerin für Stimmbildung
- Matthias Düwel: freier Künstler in den USA
- Jon Stöckemann: Musiker u. a. bei Caspar Brötzmann Massaker, dann als Techno-DJ Jonzon
- Stephan Schwietzke: Manager
- Uwe Arens: Fotograf
- Borries von dem Bussche erst bei den „Spacecowboys“, heute bei „Barry Black and the White Temptations“ und „Too far gone“.

## Rezensionen
„Moderne Volksmusik zum wilden Abtanzen, (…) die Überraschung der abgelaufenen Konzertsaison“.
„(…) und erzielt dabei nicht nur volle Häuser (kleine Hallen und große Clubs), sondern ein nahezu einhellige positives Echo bei Publikum und Presse.“
„Die Zatopeksche Musik ist von vitalitätsstrozender Rhythmusbetontheit und bizarr-grotesken Bläsersätzen geprägt. Hier vereinigen sich Punk-, Marsch-, Schlager-, Funk-, Latino- und Jazzelemente zu einem neuen und bisher einmalig gebliebenen Stil. Der Bass liefert mit der virtuos-perkussiven Slap-Anschlagstechnik – vom Schlagzeug unterstützt – eine treibende Funkbasis. Darüber entfalten die Bläser schroffe, dissonante Riffs, die häufig bewußt abgegriffene, antiquierte Floskeln zitieren und entstellen. Gitarre und Tasteninstrumente sorgen für ungewöhnliche Harmoniegerüste, in die die Sängerin teilweise Phantasiesprachen, Wortfetzen, ironisierte Opernkoloraturen, Gluckser, Kiekser und andere Artikulationen einstreut. Konventionellen Texten kann die Gruppe wenig abgewinnen.“
„Der Gruppe ZATOPEK gelingt die Verbindung von Experimentierlust und Kreativität mit einem solide ausgebildeten instrumentalen Können jedes einzelnen Musikers. Musikalischer Anspruch, Originalität und Unterhaltungswert werden so auf einen Nenner gebracht.“
„Ihr werdet immer mit Kurt Weill in Verbindung gebracht“. – „Kennen wir nicht“ sagt ZATOPEK. „Wen habt ihr denn als Vorbilder?“ – „Kurt Weill“.

## Diskografie
- 1983: Zatopek (LP, Polydor 2372176)
- 1983: Ach, wie gut, dass ich nicht beichten geh’ (7″-Promo-EP, Polydor 2809 038)
- 1983: There’s No Business Like Show Business (7″-Vinyl-Single, Polydor 811 660-7)

## Video
- Videofeature von Volker Panzer aus Aspekte Magazin ZDF vom 23. Januar 1983